# Germán del Sol
Germán Del Sol Guzmán (n. Santiago de Chile, 1949) es un arquitecto chileno. Recibió el Premio Nacional de Arquitectura en el año 2006.

## Biografía

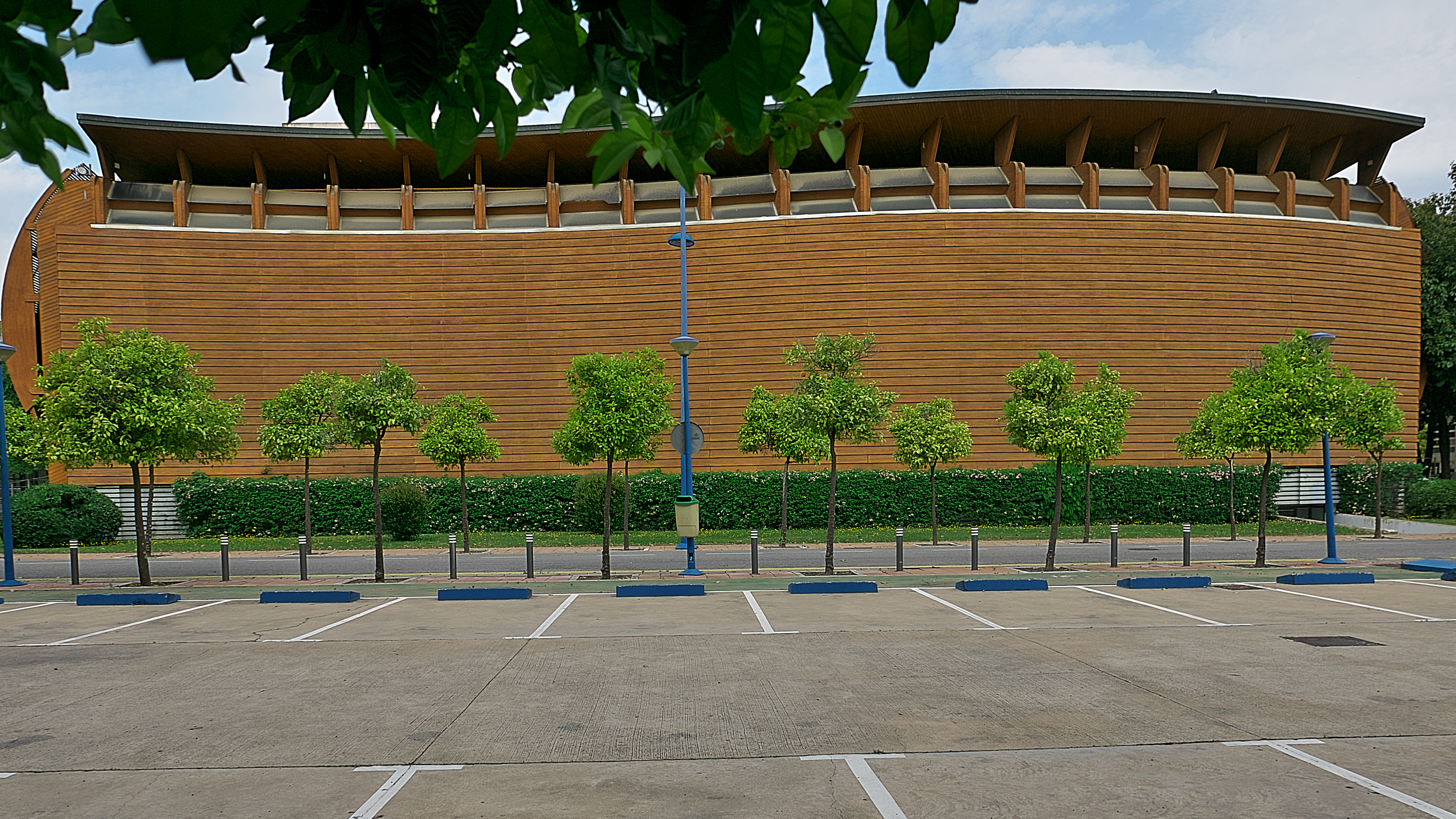
Pabellón de Chile, Sevilla Expo'92

Estudió en el Colegio del Verbo Divino y egresó el año 1965. En 1966 entró a la Escuela de Arquitectura de la Pontificia Universidad Católica de Chile, donde estudió 4 años hasta 1969. En 1970 entró en la Escuela Técnica Superior de Arquitectura de Barcelona, titulándose de Arquitecto en julio de 1973.
Durante su estadía en Barcelona, España, y una vez titulado, en 1973 estableció su propio estudio en Barcelona donde trabajó en él hasta fines de 1979.
Al regresar a Chile establece su estudio propio en 1980 hasta 1983 en Santiago. En 1984 viaja a Estados Unidos donde trabaja en un estudio de arquitectura de Palo Alto, California, hasta 1986 cuando regresa a Chile y vuelve a instalar su estudio propio en Santiago, el cual mantiene hasta ahora.
En 1988 crea el proyecto "explora", dedicado a promover los viajes de exploración no científica, a lugares remotos de Sudamérica, para mantener vivas sus culturas y preservar su medio ambiente natural, dirigiendo este proyecto hasta 1998.
En 1990 ganó el Concurso Internacional de proyectos para el Pabellón Chileno de la Exposición Universal de Sevilla, junto al arquitecto José Cruz Ovalle. Es un edificio de madera traído desarmado desde Chile que se inauguró en 1992, y que actualmente funciona como sede de una empresa privada en la Isla de La Cartuja en Sevilla.
En los años 2001-2002 hace cursos de taller de cuarto año en la Escuela de Arquitectura de la Universidad de Chile. En los años 2002-2004 hace cursos del taller de título de la misma escuela.

## Obras
Entre sus principales obras están el Pabellón Chileno en Expo Universal de Sevilla 92, España; el Hotel explora, y La Casa de Baños en Patagonia con la colaboración de José Cruz, el Hotel explora en Atacama, Desierto de Atacama, las Termas de Puritama, las Caballerizas y los Saunas y Estanques en Atacama, las Bodegas de la Viña Gracia de Chile en Totihue, las Termas Geométricas en las cercanías de Coñaripe, el Hotel Remota en Patagonia y el Spa Remota en (Puerto Natales); y el Quincho y la Bodega Agrícola de Viña Seña en Ocoa, (Aconcagua) entre otras.